# Anton R. Schep
Anton Roelof Schep (* 26. April 1951 in Rotterdam) ist ein niederländischer Mathematiker und Distinguished Professor Emeritus an der University of South Carolina in der USA. Schep beschäftigt sich hauptsächlich mit Funktionalanalysis und Operatortheorie.

## Biographie
Schep promovierte 1977 an der Universität Leiden bei Adriaan Cornelis Zaanen mit dem Thema Kernel Operators. Danach war er von 1977 bis 1981 Research Instructor am California Institute of Technology. 1981 wurde er Assistenzprofessor an der University of South Carolina und 1990 am selben Ort Professor. Seit 2021 ist er Distinguished Professor Emeritus.
Seit 1995 ist er Mitglied der Königlich Niederländischen Akademie der Wissenschaften.

## Forschung
Schep forscht unter anderem über
- lineare Integraloperatoren auf Banach--Funktionenräumen.
- positive Operatoren und {\displaystyle C_{0}}-Halbgruppen von positiven Operatoren auf Banach-Verbänden.
- Spektral- und Kompaktheitseigenschaften von speziellen Klassen von Operatoren wie Disjunktheit erhaltenden Operatoren.

### Publikationen (Auswahl)
- mit Wilhelmus Luxemburg: A Radon-Nikodym type theorem for positive operators and a dual, Indagationes Mathematicae (Proceedings) 81 (1), 1978, S. 357–375.
- mit Wilhelmus Luxemburg: An extension theorem for Riesz homomorphisms, Proc. of the Kon. Akad. v. Wet. series A 82, 1979, S. 145–154.
- Kernel operators, Indagationes Mathematicae (Proceedings) 82 (1), 1979, 39–53.
- On factorization of positive multilinear operators, Illinois J. of Math. 28, 1984, S. 579–591.
- mit Ben de Pagter: Measures of non-compactness of operators in Banach lattices, Jour. of Functional Analysis 78, 1988, S. 31–55.
- Products and factors of Banach function spaces, Positivity 14, 2010, S. 301–319.
- Unbounded disjointness preserving linear functionals and operators, Archiv der Mathematik 107, 2016, S. 623–633.